# PTV Echo

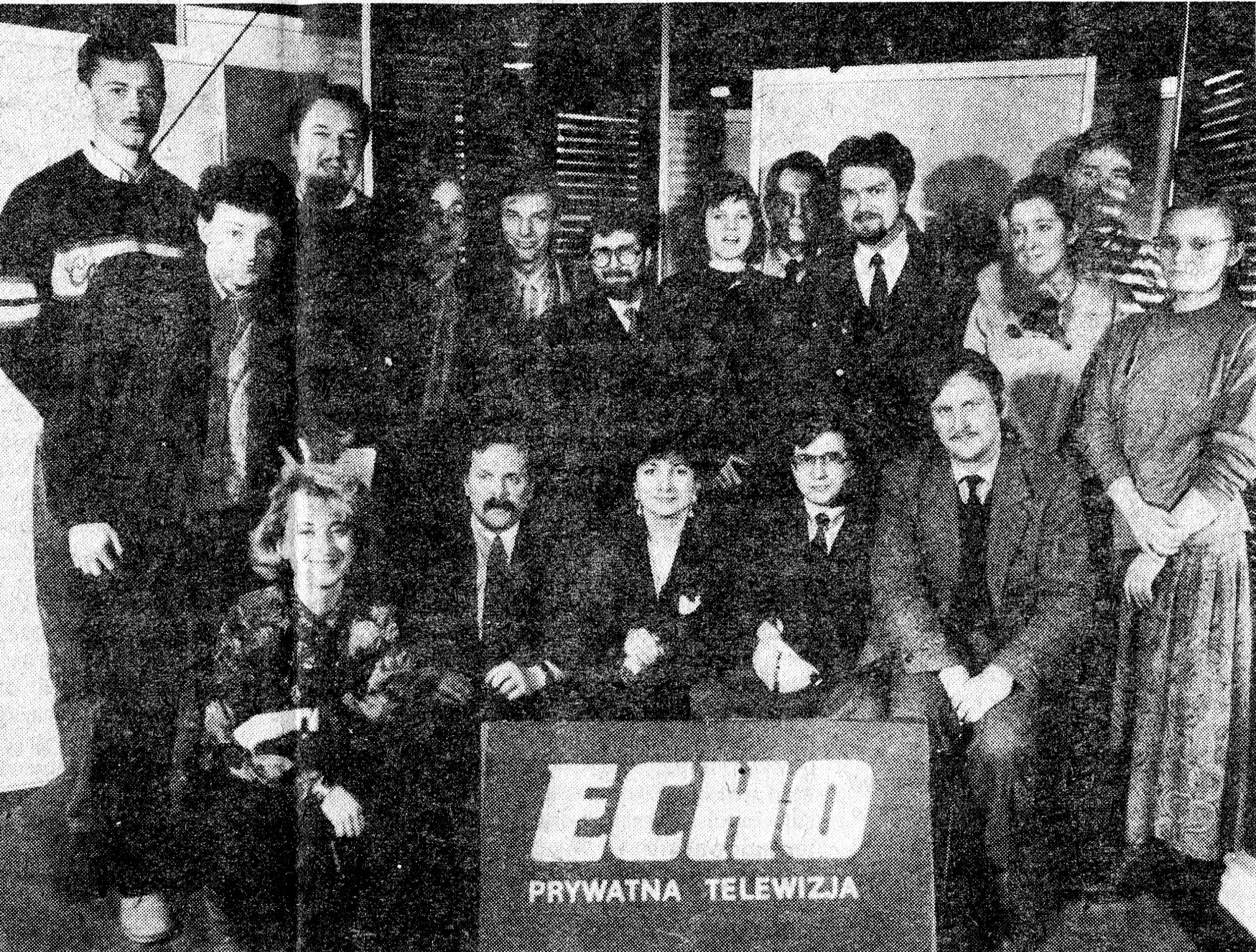
Zespół telewizji „Echo” w rok po utworzeniu

PTV Echo (pełna nazwa Prywatna Telewizja „Echo”) – niepubliczna stacja telewizyjna, nadająca we Wrocławiu, w okresie od 6 lutego 1990 do 8 marca 1995.
Początkowo jej antena nadawcza umieszczona była na dachu domu studenckiego „Arka” przy ul. Olszewskiego, potem zaś – od 7 czerwca 1990 – na dachu budynku „Poltegor Centre” przy ul. Powstańców Śląskich.
Stacja nadawała na kanale 28. Po jej zamknięciu część zespołu redakcyjnego przeszła do nowo utworzonej – w tym samym wieżowcu, choć na innym piętrze i z użyciem części tych samych urządzeń – TeDe (Telewizji Dolnośląskiej), która w czerwcu 1995 rozpoczęła z „Poltegoru” nadawanie na kanale 31; zwolniony kanał 28. objęła w sierpniu Canal+ (nadajnik ten wyłączono w 2001).

## Historia
Pierwotnie inicjatywa nadawania prywatnej telewizji była przedsięwzięciem niemal całkowicie amatorskim. PTV Echo utworzyły cztery osoby, związane przedtem z Politechniką i telewizją: Andrzej Zygmunt, w okresie stanu wojennego w Polsce projektujący i wykonujący nielegalne nadajniki do transmisji programów podziemnej „Solidarności”; Marek Młynarczyk, zatrudniony w Instytucie Łączności; Henryk Pacha, zapalony krótkofalowiec i pracownik państwowej telewizji, a także pierwszy redaktor naczelny; oraz Ireneusz Orzechowski, właściciel sieci sklepów z częściami elektronicznymi, który przedsięwzięcie wyposażył i w dużej części sfinansował. Nadajnik, którym dysponowali został zbudowany przez Dariusza Wasilewskiego – pracownika Instytutu Łączności, ówczesnego szefa technicznego i twórcy początkowej struktury technicznej, miał moc 20 W (nieoficjalnie zaś trzykrotnie większą). Pod koniec 1990 roku PTV Echo otrzymała do celów testowych i reklamowych nadajnik Rohde & Schwarz o mocy 200 W.
W okresie przemian ustrojowych 1989/1990 nie istniały jeszcze koncesje telewizyjne, a zgodę na uruchomienie transmisji eksperymentalnej podpisał ówczesny prezes Radiokomitetu Andrzej Drawicz. PTV Echo zaproponowała widzom całkowicie odmienny od znanej im sztampy telewizji publicznej model programu, oparty – również z powodu braków w wyposażeniu – o programy na żywo i politykę błyskawicznej informacji. Kierownikiem działu informacji był Jacek Ściobłowski i to jego aktywności stacja zawdzięczała w dużej mierze swój sukces, jak też młodym redaktorom naczelnym – Leszkowi Turowskiemu i Witoldowi Świętnickiemu.
Stacja jednak nie dysponowała dużymi pieniędzmi, mimo że już po kilkunastu miesiącach zaczęła przynosić stosunkowo pokaźne zyski z emitowanych reklam (około 4 miliardów złotych sprzed denominacji, tj. nominalnie dzisiejszych 400 000 PLN). Dlatego włoski producent telewizyjny Nicola Grauso, związany z Silvio Berlusconim, nie miał trudności z kupieniem stacji i całej sieci dwunastu podobnych stacji w Polsce. Decyzja o sprzedaniu stacji Włochom znacząco wpłynęła na obraz lokalnych mediów elektronicznych w Polsce. Leszek Turowski, redaktor naczelny stacji, jako jeden z pomysłodawców związania się z kapitałem włoskim potwierdza, że była błędna. Powstała w ten sposób Polonia 1 miała całkowicie odmienny profil, opierający się na operach mydlanych, filmach rysunkowych, budżetowych włoskich serialach oraz podwójnie tłumaczonych filmach (na filmy amerykańskie z włoskim dubbingiem nakładano głos polskiego lektora); ze względu na ograniczenie programu lokalnego część pracowników PTV Echo odeszła ze stacji i zawiązała konkurencyjną TeDe – Telewizję Dolnośląską.
Oglądalność w 1992 roku wynosiła 33%.
W związku z utworzeniem w 1993 Krajowej Rady Radiofonii i Telewizji niezbędne stało się uzyskanie koncesji na emisję programu. We Wrocławiu zgłosiły się zarówno PTV Echo, jak i TeDe. Rozpoczęty w 1994 proces koncesyjny w rezultacie wygrała TeDe, co poskutkowało ostatecznym wydaniem zakazu działalności i upadkiem PTV Echo, który nastąpił rok później.
Pierwsza o PTV Echo napisała Gazeta Robotnicza w numerze z 30 stycznia 1990 roku.
Przez krótki czas PTV Echo była także retransmitowana w Lublinie z nadajnika przy ul. Raabego, który wykorzystywany był wówczas przez program 2 Telewizji Polskiej. Pierwsza emisja miała miejsce późną wiosną 1990. Audycje PTV Echo nadawane były zazwyczaj w weekendy przed i po zakończeniu programu telewizyjnej dwójki.

### Powrót PTV Echo
Urząd Komunikacji Elektronicznej poinformował, że do godz. 15 we wtorek 15 października 2014 roku wpłynęła jedna oferta na operatora nowego multipleksu lokalnego naziemnej telewizji cyfrowej we Wrocławiu. Złożyła ją Telewizja Dolnośląska Echo. To spółka zarejestrowana w kwietniu 2014. W dokumentach KRS widnieją te same osoby, co w dokumentach KRS Telewizji Dolnośląskiej. W grudniu 2014 roku Telewizja Dolnośląska Echo wygrała konkurs i zostanie operatorem tzw. multipleksu lokalnego naziemnej telewizji cyfrowej. Już sama nazwa spółki, która wygrała konkurs – Telewizja Dolnośląska Echo Sp. z o.o. – sugeruje powrót do Telewizji Echo (pierwszej prywatnej telewizji w Polsce) i kontynuującej jej tradycje do 2013 roku Telewizji Dolnośląskiej TeDe.